# Panika w Mekce (2015)
Panika w Mekce – zdarzenie podczas corocznej pielgrzymki hadżdż, które 24 września 2015 roku w Mekce doprowadziło do śmierci 2427 osób, a kolejne 934 osoby zostały ranne.

## Incydent
Elementem pielgrzymki hadżdż jest symboliczne kamienowanie szatana na znak wyrzeczenia się zła, poprzez rzucanie kamieniami w stele przy moście Al-Dżamarat. Most jest wielopoziomowy, a ruch pielgrzymów w dolinie Mina i w Mekce odbywa się specjalnie wybudowanymi w tym celu tunelami i nadziemnymi kładkami.
Do wybuchu paniki doszło o godzinie 9:00 w dolinie Mina, na skrzyżowaniu między ulicą 204 i 223, gdy pielgrzymi byli w drodze do mostu Al-Dżamarat. Według saudyjskiego ministerstwa spraw wewnętrznych panika została wywołana przez dwie duże grupy pielgrzymów podążające z przeciwnych stron tą samą ulicą. Wierni zmierzający w stronę steli napierali na odchodzących od niej po spełnieniu rytuału. W tym miejscu w przeszłości niejednokrotnie doszło do stratowania bądź uduszenia ludzi w pielgrzymującym tłumie.

## Ofiary
| Państwo                  | Liczba osób |
| ------------------------ | ----------- |
| Iran                     | 464         |
| Mali                     | 312         |
| Nigeria                  | 274         |
| Egipt                    | 190         |
| Bangladesz               | 137         |
| Indonezja                | 129         |
| Indie                    | 114         |
| Kamerun                  | 106         |
| Pakistan                 | 83          |
| Niger                    | 78          |
| Senegal                  | 62          |
| Etiopia                  | 53          |
| Benin                    | 52          |
| Czad                     | 52          |
| Wybrzeże Kości Słoniowej | 52          |
| Algieria                 | 46          |
| Maroko                   | 42          |
| Tanzania                 | 32          |
| Sudan                    | 30          |
| Burkina Faso             | 22          |
| Ghana                    | 17          |
| Tunezja                  | 15          |
| Kenia                    | 12          |
| Libia                    | 10          |
| Somalia                  | 8           |
| Turcja                   | 7           |
| Mjanma                   | 6           |
| Mauritius                | 5           |
| Chiny                    | 4           |
| Afganistan               | 2           |
| Dżibuti                  | 2           |
| Gambia                   | 2           |
| Jordania                 | 2           |
| Burundi                  | 1           |
| Filipiny                 | 1           |
| Holandia                 | 1           |
| Irak                     | 1           |
| Liban                    | 1           |
| Malezja                  | 1           |
| Oman                     | 1           |
| Sri Lanka                | 1           |
| Uganda                   | 1           |
| Razem                    | 2431        |

.